# Bernhard Ditlef von Staffeldt
Bernhard Ditlef von Staffeldt, född den 23 oktober 1753 i Svenska Pommern, död den 11 januari 1818 vid Larvik, var en norsk militär, av samma släkt som Schack Staffeldt.
Staffeldt, som blivit uppfostrad och naturaliserad i Danmark, där han blev officer 1773, kom 1787 till Norge, blev 1788 major vid den nyupprättade norska jägarkåren, som han gjorde till en  elittrupp och vars överste och chef han blev 1803. År 1807 fick han befälet över den vid Larvik samlade brigaden, och då kriget med Sverige bröt ut våren 1808, anförtroddes honom försvaret av gränspassen mellan Elverum och Kongsvinger, och hans namn förknippades med slaget vid Trangen den 25 april, slaget vid Jaren den 12 maj och slaget vid Mobekk den 18 maj. År 1814 blev von Staffeldt kommenderande general över en brigad på 4 000 man öster om Glommen, där han skulle möta svenskarnas första framstöt. Hans operationer präglades av obeslutsamhet och vankelmod, delvis en följd av Kristian Fredriks militära oduglighet; han blev emellertid syndabock för detta misslyckade fälttåg och anklagad inför en överkrigskommission. Denna frikände honom, men Høyesterett dömde honom, säkerligen av undfallenhet för allmänna opinionen, 1816 till döden. Karl II mildrade domen till fästningsarrest "af kunglig nåd", det vill säga tills vidare, och 1817 försattes von Staffeldt i frihet.